# Ras G
Gregory Shorter Jr. conocido artísticamente como Ras G, (Los Ángeles, California; 11 de diciembre de 1978-ib., 29 de julio de 2019), fue un cantante de hip hop y productor estadounidense.

## Biografía
Estaba asociado con el sello discográfico Brainfeeder, establecido por el productor Flying Lotus, así como con Poo-Bah Records, un sello que Ras G cofundó con sus socios Ron Stivers y el productor musical de varios géneros Black Monk. 
Ras G lanzó Brotha de Anotha Planet en 2009. Su álbum en solitario, Down 2 Earth, fue lanzado en Ramp Recordings en 2011. Lanzó el EP gratuito Ainat en 2012 y le siguió Back on the Planet en 2013.
Shorter murió el 29 de julio de 2019 a los 40 años, no se informó la causa.

## Discografía

### Álbumes
- Beats of Mind (2008)
- Ghetto Sci-Fi (2008)
- I of the Cosmos (2008)
- Brotha from Anotha Planet (2009)
- Down 2 Earth (2011)
- Spacebase Is the Place (2011)
- Raw Fruit (2013)
- Back on the Planet (2013)
- Raw Fruit Vol. 2 (2014)
- Seat of the Soul (2014) (con VHVL)
- Raw Fruit Vol. 3 (2014)
- 5 Chuckles (2014) (con Koreatown Oddity)
- Down 2 Earth Vol. 2 (2014)
- Raw Fruit Vol. 4 (2015)
- The Gospel of the God Spell (2016)
- Baker's Dozen (2016)
- 5 Chuckles: In the Wrld (2016) (con Koreatown Oddity)
- My Kinda Blues (2017)
- Stargate Music (2018)
- Down 2 Earth Vol. 3 (2019)
- Down 2 Earth Vol. 4 (2019)
- Dance of the Cosmos (2019)

### EP
- Day & Night (2005) (junto con Black Monk)
- Overcast78 (2005)
- Beats of Mind (2006)
- Black Dusty Rhodes Meets Ras G in a Beat Cypher (2007) (junto con Black Dusty Rhodes)
- I of Cosmos (2008)
- Destination There (2009)
- Alternate Destiny (2010)
- El-Aylien Part I (2010)
- Los Angeles 3/10 (2010) (junto con Samiyam)
- Views of Saturn Vol. 1 (2011) (junto con Sun Ra)
- Kampala Blackouts (2012)
- El-Aylien Part II (2012)
- Ainat (2012)
- Untitled (2013) (junto con Gonjasufi)
- Other Worlds (2015)
- Alternate Destiny (2017)

### Sencillos
- "777" (2013) (junto con Gonjasufi)

### Producciones
- Dwight Trible & The Life Force Trio - "The Rhythm", de Love Is the Answer (2005)
- Kaigen - "Primitive Planet", de Re: Bloomer (2011)
- Open Mike Eagle - "Warhorn" (2012)
- Zeroh - "Yumshit", de Classic Drug References Vol. 01 (2013)
- Koreatown Oddity - "Film Roll Splices and the Deleted Scenes", de 200 Tree Rings (2014)

### Remixes
- Flying Lotus - "Sleepy Dinosaur (Ras G Remix)", de L.A. EP 2 X 3 (2008)
- Clouds - "Timekeeper (Ras G Remix)" (2008)
- Take - "Golden Gate Reflections (Ras G Remix)", de Plus Ultra EP (2008)
- Build an Ark - "Dawn (Ras_G & the Afrikan Space Program Remix)", de Dawn Remixes (2009)
- King Midas Sound - "Cool Out (Ras G & the Afrikan Space Program Rework)", de Without You (2011)
- Thundercat - "Daylight (Ras G Remix)" (2012)
- Mono/Poly - "Los Angeles (Ras G Remix)", de Killer B's (2013)